# Snage Ujedinjenih naroda za preventivno raspoređivanje
Snage Ujedinjenih naroda za preventivno raspoređivanje (UNPREDEP) osnovane su 31. ožujka 1995. Rezolucijom 983 Vijeća sigurnosti kako bi zamijenile Zaštitne snage Ujedinjenih naroda (UNPROFOR) u Republici Makedoniji. Mandat UNPREDEP-a ostao je u biti isti: nadzirati i izvještavati o svim događajima u pograničnim područjima koji bi mogli potkopati povjerenje i stabilnost u zemlji i ugroziti njezin teritorij. Općenito se smatra primjerom uspješnog raspoređivanja mirovnih snaga UN-a u prevenciji sukoba i nasilja nad civilima. Operacija je prekinuta 28. veljače 1999., nakon posljednjeg produženja u Rezoluciji 1186 kada je Kina stavila veto na njezino obnavljanje 1999. nakon makedonskog diplomatskog priznanja Tajvana.Ova je misija bila jedinstvena jer je bila prva mirovna operacija koja je poduzela prevenciju sukoba prije izbijanja sukoba. Prijevremeni prekid UNPREDEP-a 1999. prethodio je sukobima u Makedoniji 2001.

## Vanjske poveznice
- Evidencija Snaga za preventivno raspoređivanje Ujedinjenih naroda (UNPREDEP) (1995. – 1999.)  Arhivirana inačica izvorne stranice od 19. travnja 2022. (Wayback Machine) u arhivu Ujedinjenih naroda